# Giovanni Battista Bracelli
Pour les articles homonymes, voir Bracelli.
Giovanni Battista Bracelli (né à Florence autour de 1584 et mort vers 1650) est un graveur et peintre italien de la période baroque.

## Biographie
Il fait son apprentissage avec Giovanni Battista Paggi (il Paggi). Il est surtout connu pour son livre de 48 dessins, Bizzarie di Varie Figure, publié en 1624 à Livourne et dédié à Don Pietro de Médicis. Bracelli dessine à la pointe sèche des formes humaines étranges dans des matériaux les plus divers (tiges, chaînes, anneaux, plaques, feuillages, etc.) qui a influencé le surréalisme. Chaque dessin est d'environ 8,5 × 11 cm. Le livre est précédé d'un frontispice et d'une dédicace à Pietro Medici. Les personnages de Bracelli représentent différents métiers, arpenteur, architecte, géomètre, cuisinier, sportifs, etc. dans différentes poses souvent cocasses.
Bracelli publie en 1628 un autre recueil de 20 dessins à la pointe sèche où il représente cette fois des personnages jouant divers instruments de musique, Figure con instrumenti musicali et boscaricci.
On lui doit également quelques tableaux à Florence et à Livourne.

## Galerie

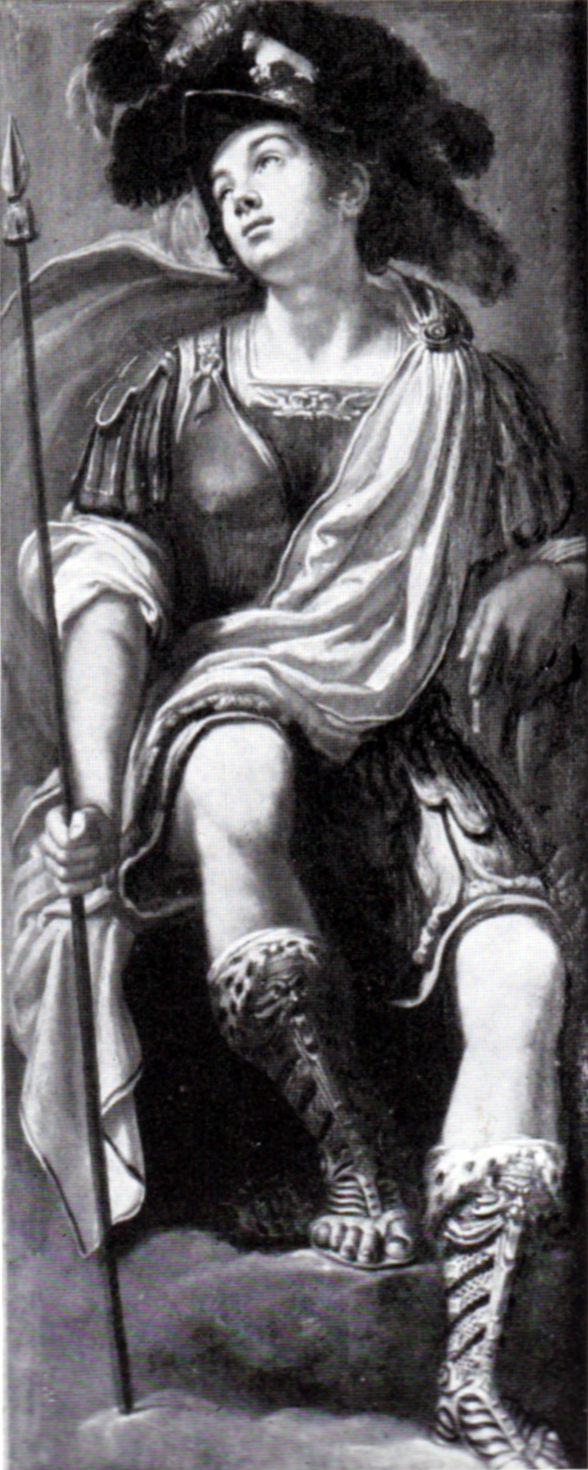
L'Onore.
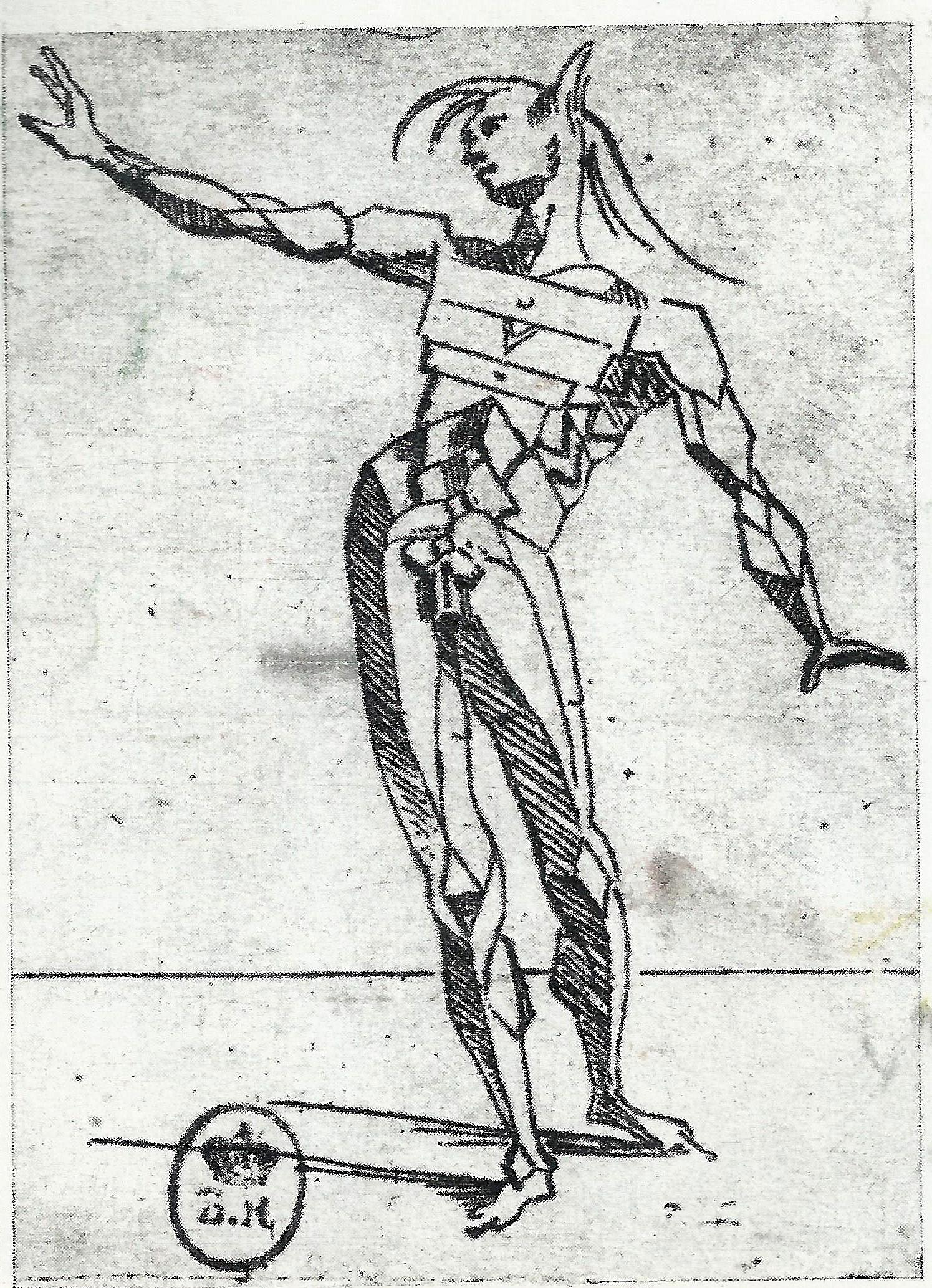
Bizzarie di Varie Figure.
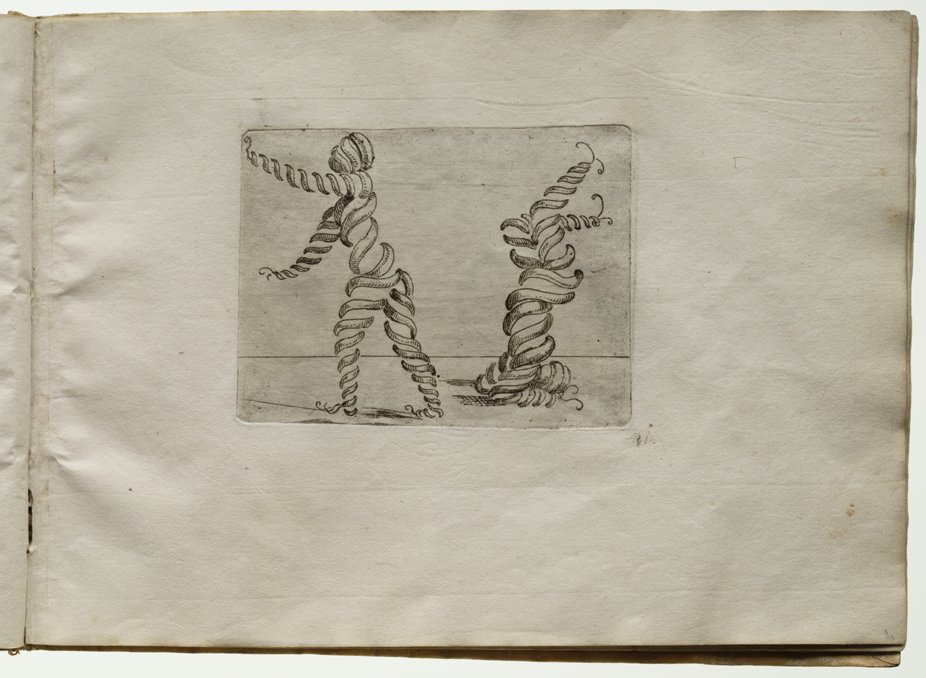
Bizzarie di Varie Figure.
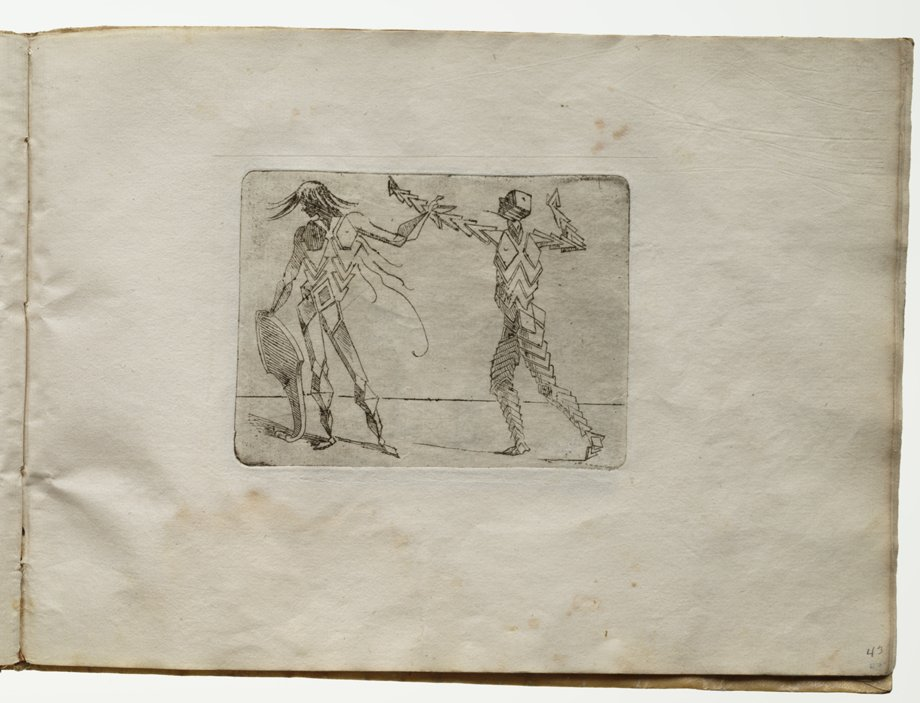
Bizzarie di Varie Figure.
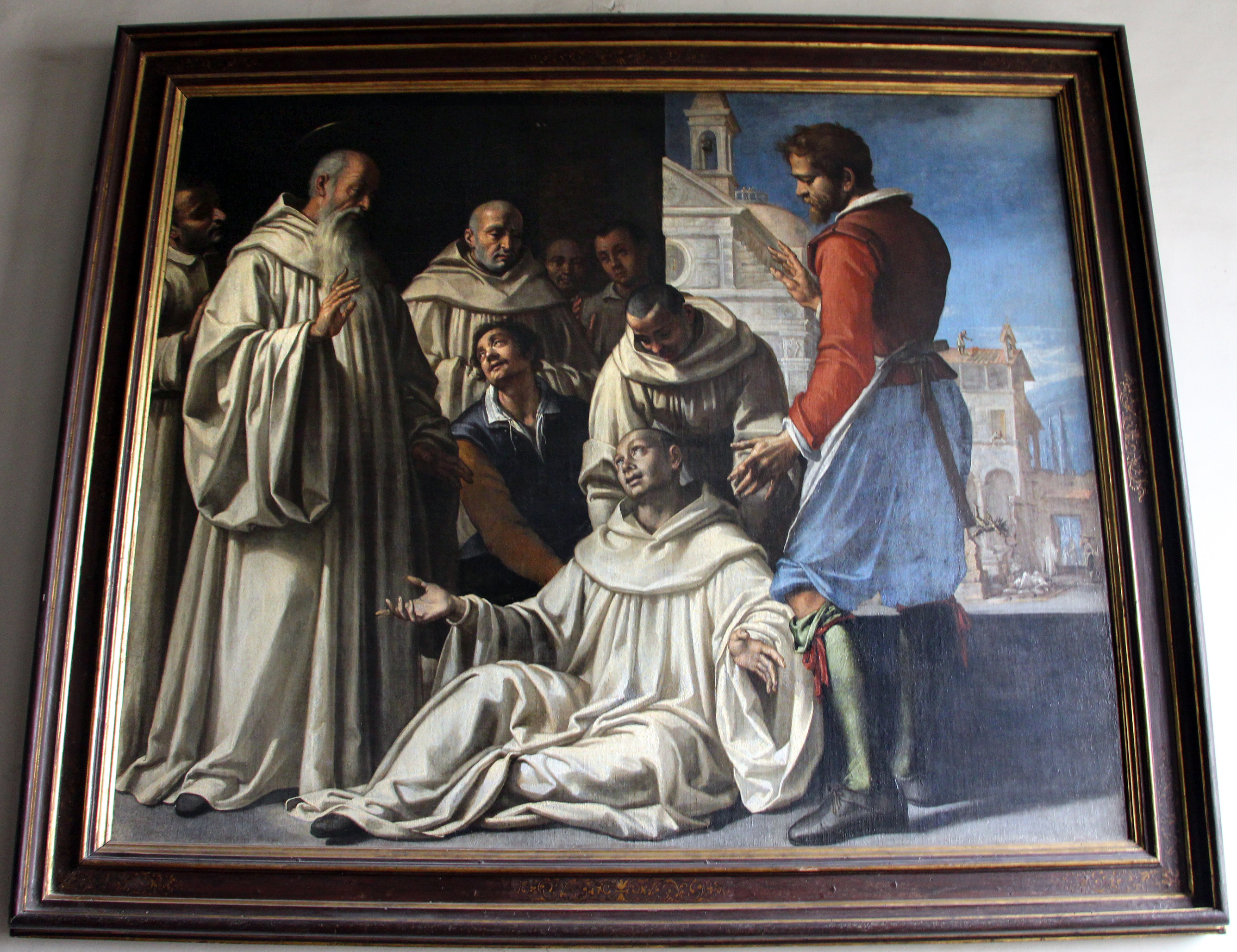
Miracolo di San Benedetto.
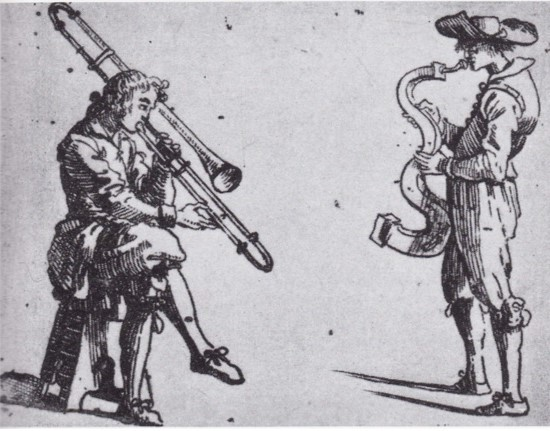
Figure con instrumenti musicali e boscarecci.